# Henry Mintzberg
Henry Mintzberg (født 2. september 1939) er en canadisk professor og forfatter inden for ledelse og organisation. Han har været ansat på McGill University i Montreal, Quebec, siden 1968 efter at have fået sin MBA og Ph.d. fra MIT Sloan School of Management på Massachusetts Institute of Technology (MIT).
Mintzberg har skrevet mere end 150 artikler og 15 bøger, især om  organisationsteori. Han er kendt for at kritisere den måde som uddannelsesinstitutioner uddanner ledere på i dag, som det f.eks. foregår på amerikanske Harvard og danske Copenhagen Business School, hvor man forsøger at gøre ledelse til en videnskab og basere det på tal alene. Hans forslag er, at ledere skal uddannes på praktisk vis og ikke så teoretisk.
Henry Mintzberg har udgivet bogen Managers Not MBAs (Mintzberg 2004), som beskriver de problemer, han mener der er i dagens lederuddannelser og henvendt til folk uden erhvervserfaring.  Mintzberg advokerer for mere fokus på efteruddannelsesprogrammer for ledere, der rent faktisk praktiserer ledelse. Programmerne bygger på action learning og erfaringer fra deltagernes egne udfordringer og oplevelser. 

## Programmer
Mintzberg leder to programmer, som er styret af hans tilgang til ledelse og strategisk planlægning: 
- McGill University: the International Masters in Practicing Management (I.M.P.M.) in association with the McGill Executive Institute
- International Masters for Health Leadership (I.M.H.L.).
- CoachingOurselves: Ledelsestræning og -udvikling i din virksomhed.

Sammen med Phil LeNir ejer han CoachingOurselves, en privat virksomhed, som benytter hans tilgange og principper for ledelsesudvikling direkte ind på arbejdspladsen hos den enkelte leder.
Han er gift med Sasha Sadilova.

## Værker
- 1973 – The Nature of Managerial Work
- 1979 – The Structuring of Organizations: A Synthesis of the Research
- 1983 – Power In and Around Organizations
- 1983 – Structure in 5's: Designing Effective Organizations

1985: Mintzberg, Henry and Waters, James A., Of strategies, deliberate and emergent. 
- 1989 – Mintzberg on Management: Inside Our Strange World of Organizations
- 1991 – The Strategy Process (sammen med Joe Lampel, Sumantra Ghoshal og J.B. Quinn)
- 1994 – The Rise and Fall of Strategic Planning: Reconceiving the Roles for Planning, Plans, Planners
- 1998 – Strategy Safari (sammen med Bruce Ahlstrand and Joe Lampel)
- 2000 – Managing Publicly (sammen med Jacques Bourgault)
- 2000 – Why I Hate Flying
- 2004 – Managers not MBAs
- 2005 – Strategy Bites back
- 2007 – Tracking Strategies: Towards a General Theory of Strategy Formation
- 2009 – Managing
- 2010 – Management? It's not what you think